# Virtual Institute of Nano Films
L'Istituto Virtuale dei Nano Films (VINF) è un'organizzazione non profit registrata in Belgio il 22 marzo, 2007. Il suo scopo è la deframmentazione della ricerca europea nel campo dei film e rivestimenti sottili funzionali. Riunisce gli esperti europei che si occupano della ricerca e sviluppo dei nano-film/rivestimenti (nanofilm): deposizione, caratterizzazione, industrializzazione, ecc.

## Storia
Nell'ambito del 6° programma quadro, la Comunità Europea creò la rete EXCELL network of Excellence (NoE). L'iniziativa di creare una NoE sui nanofilm nasce dalla constatazione che la ricerca europea è altamente frammentata in questo campo. Ciò comporta un aumento dei costi e un allungamento dei tempi di sviluppo di nuove tecnologie e prodotti. La Comunità Europea decise quindi nel 2005 la fondazione di EXCELL NoE (progetto 5157032) per superare tale frammentazione. Uno dei principali scopi della rete EXCELL era la creazione di una organizzazione indipendente e autofinanziata che assicurasse l'integrazione delle attività di ricerca e sviluppo nel campo dei nanofilm. Il consorzio iniziale, formato da 12 istituti ed aziende europei di primo piano, decise di creare una associazione non profit che venne registrata legalmente il 22 marzo, 2007, con pubblicazione ufficiale il 25 ottobre, 2007.

## Scopo
Il VINF stabilisce i propri obbiettivi con lo scopo di offrire alle istituzioni scientifiche europee e alle industrie europee le migliori condizioni per rimanere all'avanguardia nello sviluppo tecnologico dei nanofilm e per aiutarle a sviluppare e mantenere le loro attività con maggiore valore aggiunto in Europa. Il VINF inoltre si prefigge lo scopo di fare da ponte tra la ricerca accademica e l'industria.

## Attività
Per compiere la sua missione, il VINF ha sviluppato una serie di attività proprie.

### Contratti di cooperazione
Il VINF ed i suoi membri svolgono attività di ricerca congiunte nel campo dei nanofilm multifunzionali, dedicando particolare enfasi alle idee scientifiche e tecnologiche realmente nuove. L'istituto partecipa attivamente a programmi di ricerca europei, nazionali e regionali.
In questo ambito il VINF partecipa al progetto europeo NANOINDENT, volto a raccogliere, catalogare, migliorare e presentare gli strumenti ed i metodi di caratterizzazione nano-meccanici dei materiali.

### Osservatorio
Gli esperti del VINF forniscono una valutazione e (pre)visione sugli sviluppi tecnologici dei nanofilm in una “research roadmap”.

### Conferenze e workshops
Il VINF organizza seminari avanzati sulla ricerca scientifica e delle “iniziative VINF”, vale a dire una serie di workshops in varie sedi europee volti a riunire i maggiori attori a livello nazionale nel campo dei nanofilm.
Ogni due anni, il VINF organizza la Conferenza Europea sui NanoFilm (ECNF, European Conference on NanoFilms)
La prima edizione di questo evento ha avuto luogo a Liegi in Belgio, nel Marzo 2010.
La seconda edizione avrà luogo ad Ancona, in Italia nel Giugno 2012.

### Corsi e scuole
IL VINF organizza un corso europeo post-laurea sui nanofilm (“European Post-Graduate Training Programme on Nano Films”), formato da una serie di moduli con lezioni di livello avanzato e sessioni di pratica relativamente ai nanofilm.

### Servizi tecnici
Gli esperti del VINF forniscono servizi tecnici dedicati, che vanno dall'effettuazione di singole prove e test a studi completi.

### Partecipazione alle Piattaforme Tecnologiche Europee (ETP)
Il VINF è membro del NANOfutures, una nuova generazione di ETIP (European Technology Integration and Innovation Platform) che hanno lo scopo di integrare la ricerca europea nel campo delle nanotecnologie.

### Networking
Il VINF redige e distribuisce delle riviste di notizie, organizza giornate di divulgazione e informazione ed aggiorna il suo sito web in modo da favorire la formazione di reti di conoscenza e collaborazione nel campo dei nanofilm.

## Membri
Il VINF è un'associazione di istituzioni e persone che divengono membri attraverso il pagamento di una quota di iscrizione annuale. I membri fondatori mantengono lo status di Membri Esecutivi, il che significa che hanno diritto di voto nell'Assemblea Generale. I membri che aderiscono al VINF in seguito, sono indicati come Membri Associati ed non hanno diritto di voto durante l'Assemblea Generale. Tuttavia, è possibile che un membro associato possa divenire membro esecutivo, in circostanze e condizioni descritte nello statuto del VINF.

### Membri attuali
- ArcelorMittal
- Technical University Munich
- Cambridge University
- Chemical Research Center of the Hungarian Academy of Sciences
- Frankfurt Institute for Advanced Studies
- Moscow Institute of Steel and Alloys
- Université Libre de Bruxelles
- Dipartimento di Ingegneria Meccanica dell'Università Politecnica delle Marche
- Solvay
- Technion- Israel Institute of Technology
- Tekniker
- Instituto de Ciencia de Materiales de Sevilla
- Nottingham University
- Institute for Spectroscopy Russian Academy of Sciences
- Nanofab
- Liège space center
- Materia Nova research center of Mons University
- Eurogroup Consulting Belgium

## Struttura
Il VINF è governato dall'Assemblea Generale, composta da tutti i membri esecutivi, ognuno dei quali ha diritto ad un voto. L'assemblea generale si riunisce una volta all'anno, in marzo. La gestione corrente dell'organizzazione è svolta dal VINF General Manager che riferisce al Comitato Esecutivo. L'attuale Comitato Esecutivo, eletto nel 2007 per 4 anni è composto da:
- Presidente: Prof. Marie-Paule Delplancke, Université libre de Bruxelles (Belgio)
- Vice Presidente: Prof. Elazar. Gutamanas, Technion (Israele)
- Tesoriere: Prof. Andrey Solov'yev', Frankfurt Institute for Advanced Studies (Germania)
- Segretario: Dr. Peter Nagy, Chemical Research Center of the Hungarian Academy of Science (Ungheria)
- Capo della sezione “Marketing and Communication”: Dr. Marie Haidopoulo, ArcelorMittal (Belgio)